# Cabane de Silvretta
La cabane de Silvretta (en allemand : Silvrettahütte) est un refuge de montagne du Club alpin suisse, géré par la section du CAS de Saint-Gall, situé sur le versant suisse du Silvrettahorn dans le canton des Grisons, immédiatement au sud-ouest de la langue du glacier du Silvretta. Du refuge, la vue donne à l'est sur Klosters et la vallée du Prättigau fermée par le massif du Silvretta.
Le refuge comprend deux bâtiments d'une capacité de 75 couchettes, dont 22 en hiver. Le refuge est ouvert pour la saison d'été de mi-juin à mi-octobre, et pour la saison d'hiver de mi-février à début mai. Il est alimenté par une turbine hydraulique.

## Histoire
La première cabane a été construite en 1865. La section rhétique, Sektion Rätia, du Club alpin suisse de Davos en assume la gestion à partir de 1887. En 1890, la cabane est reconstruite et, en 1904, une maison d'hôtes (Gasthaus) est bâtie à côté. Les deux bâtiments sont gérés par la section de Saint-Gall du CAS à partir de 1910. Les boiseries et tabourets de bois de pin des Alpes de style typique et datant de 1916 rappellent cette époque.
Le refuge se trouve à 1,5 km environ de la frontière autrichienne qui passe par le sommet.

## Accès
On accède au refuge en marchant de Monbiel (1 291 m), dernier hameau de Klosters, au fond du Prättigau, par le chemin de randonnée, jusqu'au refuge en environ quatre heures et demie. On peut aussi partir du côté autrichien, mais uniquement en été, par le col du Bielerhöhe (2 037 m), fermé de novembre à avril, par la Rote Furka et l'on atteint le refuge en trois heures et demie.

## Alpinisme et randonnée
Le refuge est le point de départ et un lieu d'étape des randonnées à ski l'hiver et à pied l'été, ainsi que des ascensions des groupes d'alpinistes vers le glacier et le sommet. Il existe environ cent itinéraires. L'un d'eux est aménagé avec quinze tableaux informatifs le long de son parcours pour expliquer l'histoire et la formation du glacier du Silvretta, abordant donc la glaciologie et l'histoire naturelle, sur quatre kilomètres de longueur et deux cent trente mètres de dénivelé qui mènent au glacier.
En été, on peut découvrir du sentier au loin des bouquetins des lagopèdes, des marmottes, et distinguer plus près l'espèce glaciaire des collemboles (Desoria saltans) et toute sorte d'insectes. La flore alpine est aussi caractéristique, comme la gentiane des Alpes.

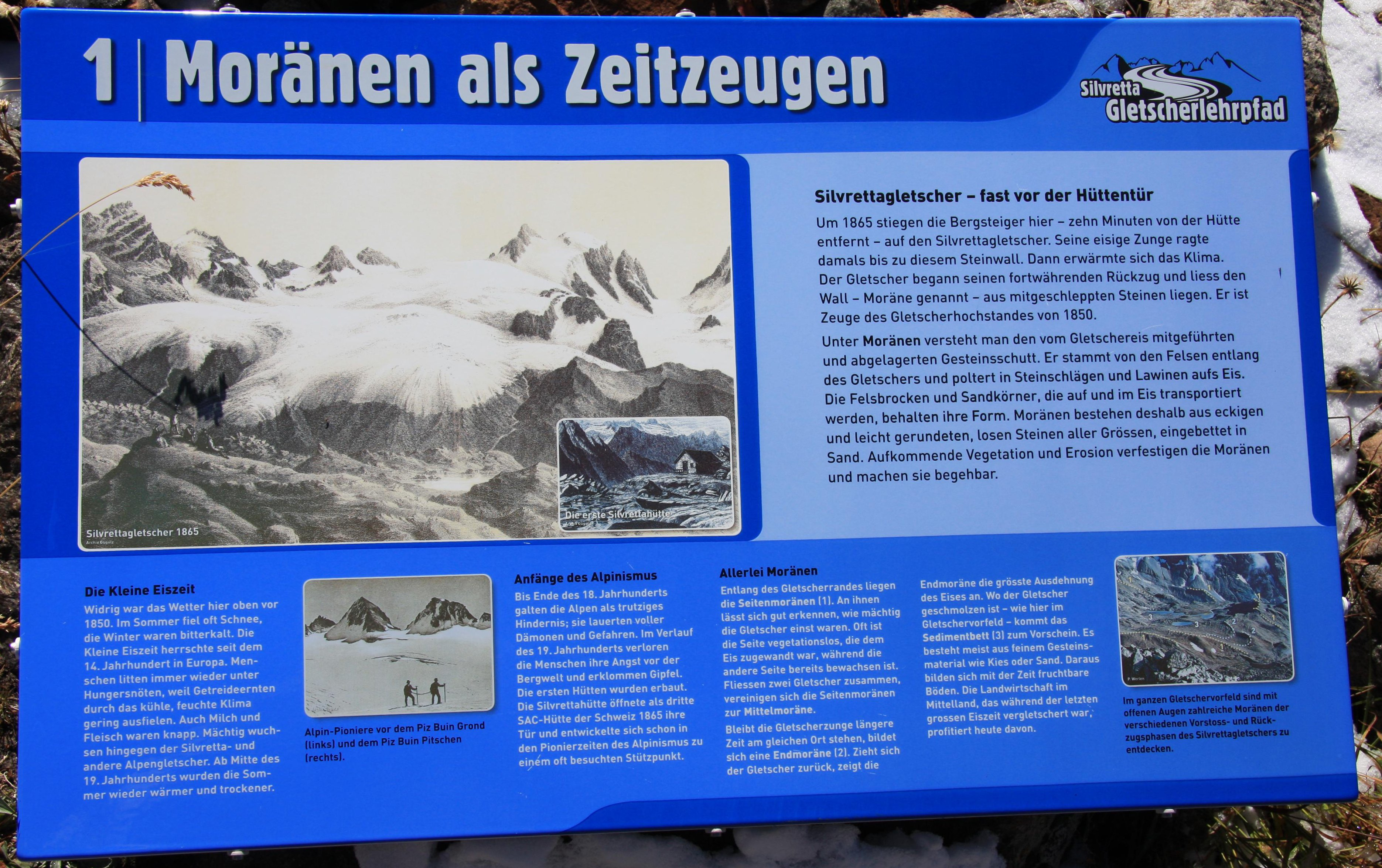
Premier tableau du sentier éducatif
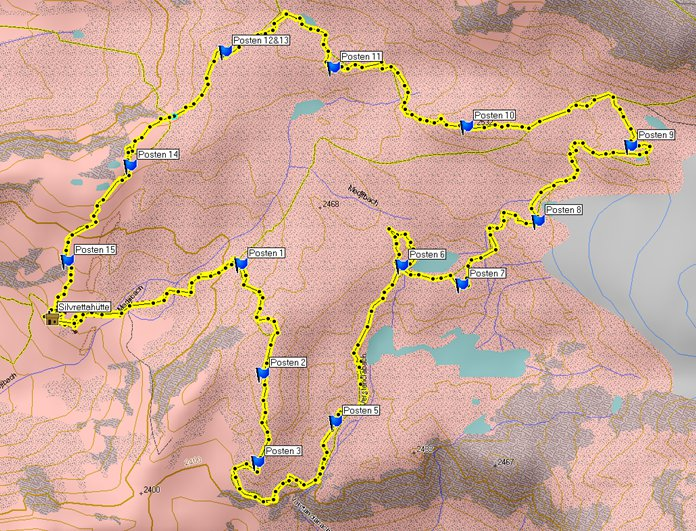
Parcours du sentier éducatif
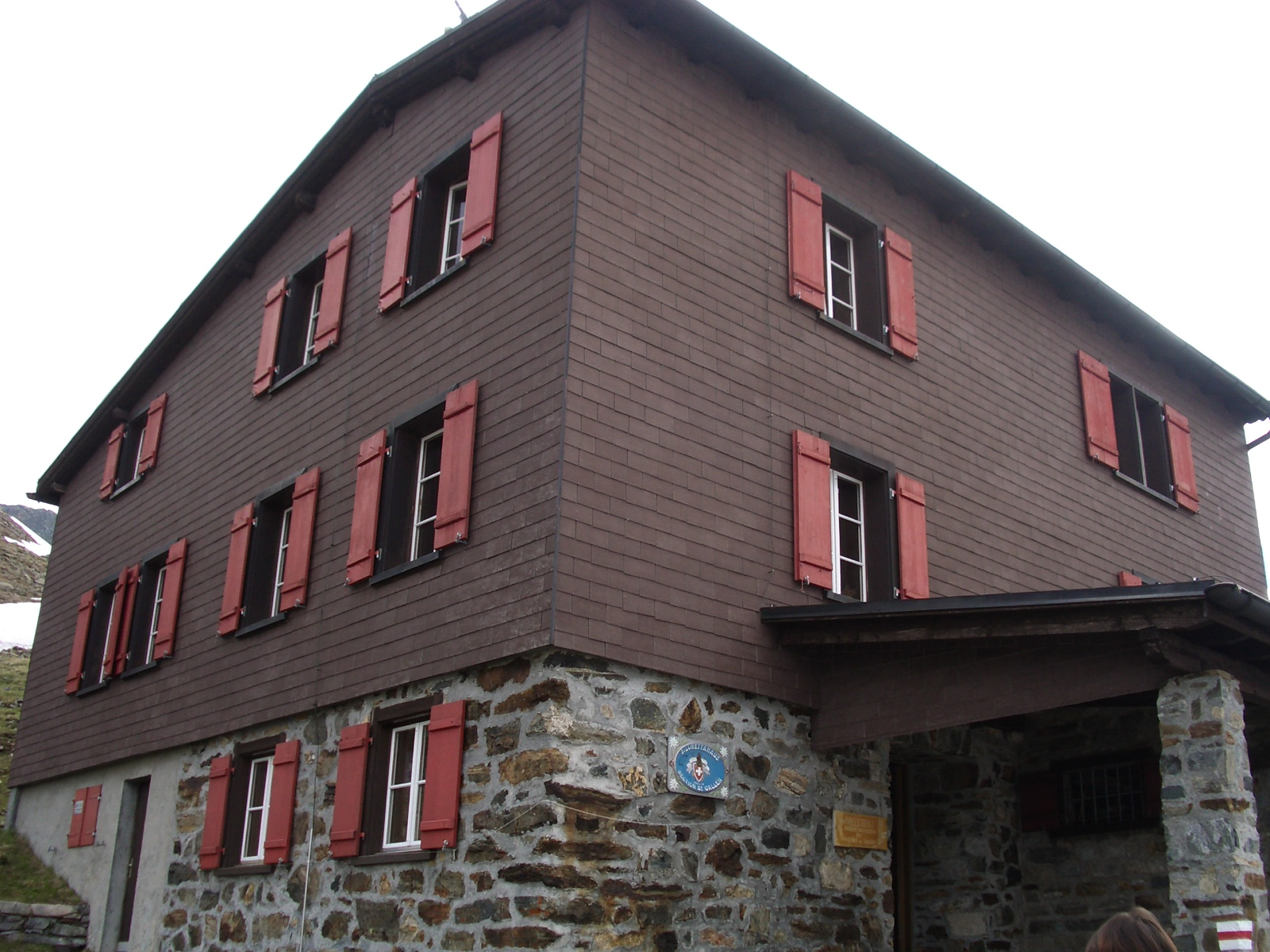
Vue du refuge